# روبرت شوهلا
روبرت شوهلا (اسلواکی: Róbert Švehla؛ زادهٔ ۲ ژانویهٔ ۱۹۶۹) بازیکن هاکی روی یخ اهل چکسلواکی بود.
از باشگاه‌هایی که در آن بازی کرده‌است می‌توان به باشگاه ورزشی آ اس ترنچین اشاره کرد.